# Punta Yeco
Punta Yeco ist eine Landspitze im Norden der Livingston-Insel im Archipel der Südlichen Shetlandinseln. Auf der Westseite des Kap Shirreff, dem nördlichen Ausläufer der Johannes-Paul-II.-Halbinsel, trennt sie den Playa Paulina im Norden vom Playa Schiappacasse im Süden.
Wissenschaftler der 45. Chilenischen Antarktisexpedition (1990–1991) benannten ihn nach dem in Chile gebräuchlichen Trivialnamen für die Antarktikscharbe (Leucocarbo bransfieldensis), zu deren Brutgebieten die Felsen der Landspitze gehören.